# Storchenschere

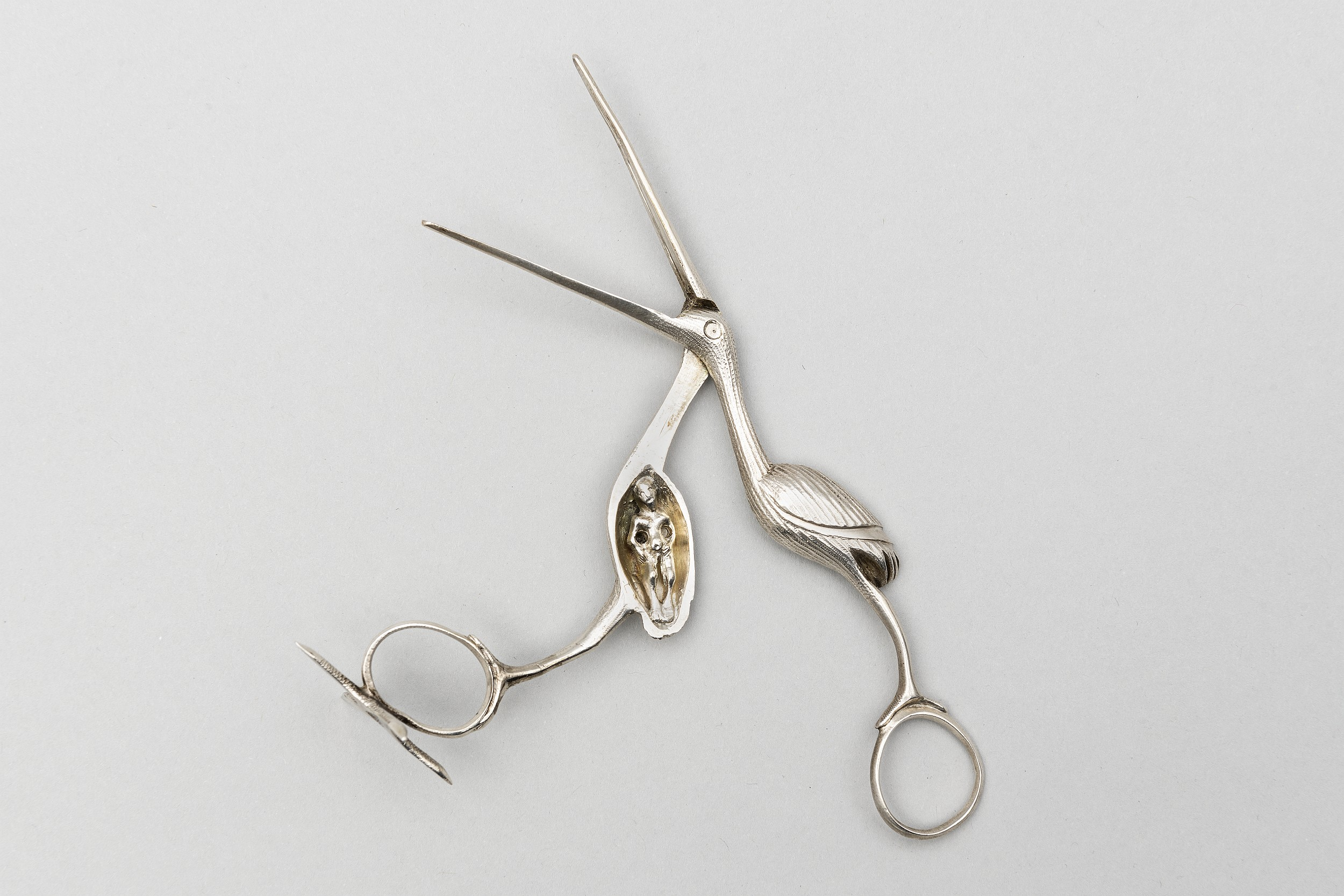
Storchenschere aus dem Besitz des Stadtmuseums Berlin

Die Storchenschere war ursprünglich eine Klemme, mit der Hebammen die Nabelschnur abklemmten. Dieses medizinische Instrument verlor im Lauf der Zeit seine Bedeutung, doch die Storchenform wurde ab Mitte des 18. Jahrhunderts für die Produktion von Handarbeitsscheren übernommen. Seit der Industrialisierung werden Storchenscheren durch Gesenkformen produziert.

## Aussehen
Die Storchenschere ist ein Beispiel für die Umsetzung einer organischen Form in einen Gebrauchsgegenstand. Der spitze, lange und gerade Schnabel des Storches und seine typische Haltung, bevor er anfängt zu klappern, lassen sich gut mit der Funktion einer Schere verbinden. Für eine solche Gestaltung eignen sich auch andere große Vögel mit spitzen Schnäbeln, so etwa Pelikane, Kraniche oder Reiher; diese Motive werden in der Gegenwart aber kaum noch für Scheren verwendet.

## Historische Entwicklung

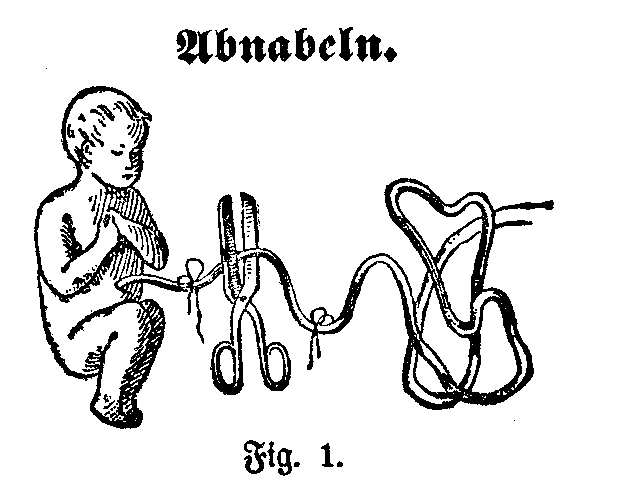
Abnabelung (Illustration aus Friedrich Eduard Bilz: Das neue Naturheilverfahren. 100. Auflage, 1900)

Nabelschnurklemmen wurden bereits in der Antike als medizinisches Instrument während der Geburt verwendet. Sie dienen zum Abklemmen der Nabelschnur, um den Blutkreislauf zwischen Mutter und Kind vor der Abnabelung zu unterbrechen. Das Durchschneiden der Nabelschnur erfolgte dann mit einer üblichen chirurgischen Schere.
Um 1800 wurden Nabelschnurklemmen in Form eines Storches hergestellt, da dieser im Volksglauben mit dem Kindersegen in Verbindung gebracht wurde. Als Arbeitswerkzeug für Hebammen verloren die Storchenscheren im Lauf der Zeit an Bedeutung. Bereits im Lauf des 18. Jahrhunderts war es aber Brauch geworden, Wöchnerinnen eine silberne Klemme in Gestalt eines Storches zu schenken. Bei diesen Klemmen in Storchenform stand das Tier auf den Ringgriffen, die Halme hatten die Form der langen Beine, und darüber war der Körper des Storches ausgestaltet. Oft war in ihn ein plastisches Wickelkind oder auch ein Fisch als Glücksbringer eingebettet. Der lange Hals stellt die Fortsetzung der Halme dar, und der Vogelkopf ist das Gewerbe mit dem Nagel als Tierauge. Der Schnabel, der die eigentliche Klemme bildet, hat zwei Schenkel, die innen flach und außen gewölbt sind. Das Instrument verfügte auch über eine Feststellvorrichtung. Bei den verschenkten Klemmen fehlt diese Arretierung. Vermutlich war nicht beabsichtigt, ein genaues Abbild des medizinischen Instruments herzustellen, sondern eher ein Erinnerungsstück; jedenfalls ist kein Verwendungszweck dieser Klemmen überliefert. Wahrscheinlich wurden damit kleine kandierte Früchte oder Konfekt aus einer Schale genommen, keinesfalls aber Würfelzucker, da dieser in der zweiten Hälfte des 18. Jahrhunderts noch nicht erfunden war.

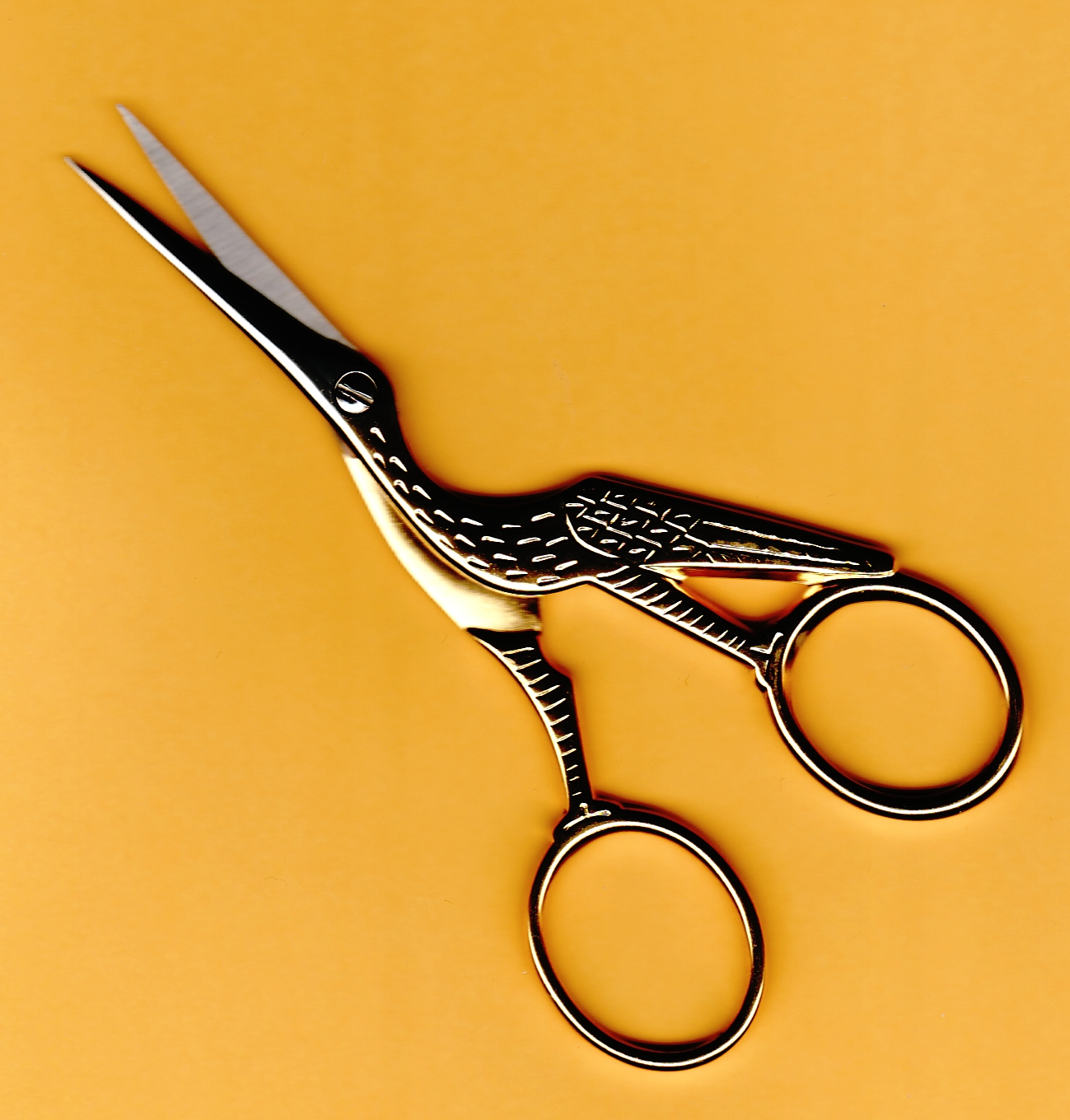
Storchen- oder Kranichschere

Doch die Storchenform, die als ästhetisch empfunden wurde, lebte weiter: Als Mitte des 18. Jahrhunderts der Rokokostil die bislang übliche Symmetrie in Frage stellte, wurden erstmals auch asymmetrische Scherenformen sowie solche, die Figuren nachempfunden sind, hergestellt. Die Storchenform wurde zum Vorbild für die Gestaltung von Scheren für Stick- und Handarbeiten. Seit Mitte des 19. Jahrhunderts wurden weltweit Storchenscheren in zahlreichen Varianten produziert. Geschenke für Wöchnerinnen, Säuglinge und Patenkinder waren und sind bevorzugt aus Silber; daher war Silber auch das bevorzugte Material für den Körper der Schere, die Scherblätter waren aus Stahl. Dabei löste sich der Gegenstand von seiner ursprünglichen Bedeutung und verselbständigte sich zur Handarbeitsschere. Im Zuge der Industrialisierung wurden Storchenscheren nicht mehr manuell, sondern industriell durch Gesenkformen hergestellt. Als Material wurde nun Stahl verwendet, doch die Ausführung und Form orientierte sich weiter an den silbernen Exemplaren. Wickelkind und Glücksbringerfisch wurden nun weggelassen, es blieb eine Vertiefung, die sich produktionstechnisch leichter herstellen ließ.
In der Gegenwart wird sie noch als Stickschere produziert, oft aber nur noch als reines Dekorationsobjekt gesehen und wegen der symbolischen Bedeutung auch zur Geburt eines Kindes geschenkt.